# オプエド
オプエド（Op-ed / opposite the editorial page / opposite editorial）とは、新聞の記事のうち通常、当該紙の編集委員会の支配下にない外部の人物が、ある新聞記事に対して同じ新聞内で意見や見解（反論や異論）を述べる欄。その著した記事。寄稿。社説の反対側に設けられることからこの名がついた。Opinion-editorialの略とするものは誤り。社説が主に社内の編集委員によって執筆され署名されないのに対し、オプエドは社外の人物が署名付きで執筆するという点が異なる。

## 概要
1970年代にワシントンポストが始めたのをきっかけに現在では全世界のメディアに採用が広がった制度。オプエドでは、同じ新聞に異なった記事が掲載されることで、同じ社の記者同士が激しく論争することもあり、結果として言論の活性化に繋がっているとされ、また、それによって多様性と少数意見を保つというジャーナリズム本来の役割をも果たせるとされている。
報道機関が自らの記事を絶対視することを防ぐとともに、読者もまた絶対的に正しい意見など存在しないことを知ることで、「リテラシー（情報を読み解く力）」を高める効果があるとされてい、「バイライン（署名）」「ソース（情報源）」「クレジット（引用・参照元）」「コレクション（訂正欄）」と共に世界のジャーナリズムで一般的かつ重要な機能とみなされている。

## 歴史
通常の社説欄は何世紀にもわたって様々な新聞に設けられてきたが、近代オプエドの直接の原型と言えるのものは1921年にハーバート・スウォープによってThe New York Evening World紙で設けられたものである。1920年に同紙の編集者となったスウォープは、社説の反対側が「書評、定形記事、訃報のゴミ箱」として使われていることに気づいた 。スウォープは以下のように記した。
「オピニオンが興味深いものであればそれに勝る記事はないと気づいたから、社説の反対側を空ける手法を考えついた。 導入するとこれはアメリカで最も顕著なものになった。空いたスペースには事実を伝える記事よりもオピニオンを印刷することを決めた。」
しかしスウォープが採用した記事は自社の筆者によるものであり、社外の人物に記事を書かせる現代のオプエドスタイルは1970年にニューヨーク・タイムズで編集者ジョン・オークスによって初めて導入された。
1930年代からラジオが活字ジャーナリズムの存亡を脅かし、この風潮はテレビの普及によって加速した。このような流れに対抗するためにニューヨーク・タイムズやワシントン・ポストなどの大手紙はより自由で主観的な意見を含んだジャーナリズムに舵をとりはじめ、その結果コラムやオプエドにページをより多く割くようになった。

## 日本での取り扱われ方
21世紀に入ってからは、アジア、アフリカ、中東などのメディア（アルジャジーラ等）も進んでオプエドを採用するに至っているも、日本のメディアは、オプエドを採用していない世界でも数少ない例とされている。
1990年代には、朝日新聞に、社外の識者に朝日を批判させる「VS朝日新聞」という連載企画があった。